# Jüdischer Friedhof Michelbach an der Lücke

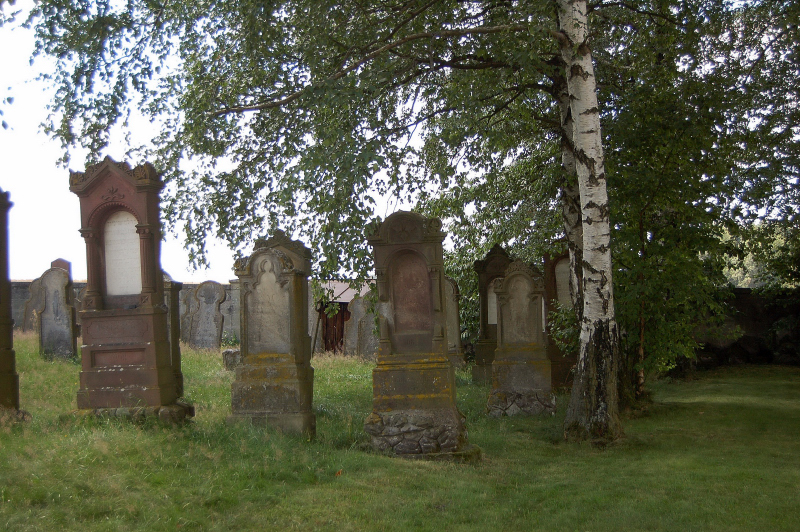
Jüdischer Friedhof in Michelbach an der Lücke

Der Jüdische Friedhof Michelbach an der Lücke ist ein jüdischer Friedhof in Michelbach an der Lücke, einem Ortsteil der Gemeinde Wallhausen im Landkreis Schwäbisch Hall im nördlichen Baden-Württemberg.
Die Toten der jüdischen Gemeinde Michelbach an der Lücke wurden zunächst auf dem 20 Kilometer entfernten jüdischen Friedhof Schopfloch (Landkreis Ansbach) beigesetzt. Aus dieser Zeit stammt die lokale Redewendung „Für einen toten Juden gehen wir nicht nach Schopfloch.“ Sie wird noch heute benutzt, um zu verdeutlichen, dass sich etwas nicht lohnt.
Im Jahr 1840 wurde ein eigener Friedhof nordwestlich des Ortes im Gewann Judenwasen errichtet. Der jüdische Friedhof hat eine Fläche von 23,01 Ar; heute sind noch 272 Grabsteine vorhanden. Die erste Bestattung fand 1841 und die letzte 1939 statt.